# Bozova (Malnava)
Bozova (lettgallisch Buozova), früher auch Bozauka, ist ein Dorf in der Bezirksgemeinde Malnava im Bezirk Ludza in Lettland.  

## Lage
Bozova liegt im nordwestlichen Teil der Bezirksgemeinde in der Nähe der Stadt Kārsava und des Verwaltungssitzes Malnava. Die russische Grenze bei Grebņova ist rund 13 Kilometer entfernt. Die lettische Autobahn A13, die gleichzeitig Teil der Europastraße 262 ist, ist ebenfalls in unmittelbarer Nähe.
Der Bahnhof der Stadt Kārsava befindet sich in Bozova. Er liegt an der Bahnstrecke Rēzekne–Kārsava und wurde früher von der Petersburg-Warschauer Eisenbahn angefahren. Seit 1999 wird der Bahnhof nur noch für den Güterverkehr verwendet.
Im Ort gibt es eine Bibliothek, einen Friedhof sowie ein Denkmal für die Gefallenen des Unabhängigkeitskampfes.

## Trivia
Im Sommer 2023 wurden in Bozova mehrere Szenen für die zweite Staffel der lettischen Fernsehserie Fati gedreht.